# Matozinhos
Matozinhos é um município brasileiro do estado de Minas Gerais. Pertence à Região Metropolitana de Belo Horizonte. Sua população em 2022 foi recenseada pelo Instituto Brasileiro de Geografia e Estatística em 37 618 habitantes.

## História
O distrito de Matozinhos foi criado em 1823, subordinado ao município de Santa Luzia do Rio das Velhas, e em 1923 passou a pertencer a Pedro Leopoldo. Conseguiu sua emancipação política, sendo elevado à categoria de município pela lei estadual nº 1058, de 31 de dezembro de 1943.
Os remanescentes da bandeira de Dom Rodrigo de Castelo Branco foram os primeiros a se estabelecer na área onde hoje está localizada a cidade de Matozinhos. Após a morte do bandeirante, seus companheiros se dispersaram e ocuparam as terras próximas ao local onde estavam. Há evidências de que a região já havia sido habitada por indígenas, embora pouco se saiba sobre suas tribos ou costumes. As terras que hoje formam Matozinhos originaram-se de três sesmarias concedidas ao tenente José de Souza Viana, à senhora Isabel Maria Barbosa de Ávila Lôbo Leite Pereira e ao tenente Antônio de Abreu Guimarães.
O povoado que viria a ser conhecido como Matozinhos começou a se formar em torno da capela do Senhor Bom Jesus, construída onde foi encontrada uma imagem do santo, entre ruínas de um antigo acampamento. O Senhor Bom Jesus tornou-se o padroeiro do lugar, e até hoje, em setembro, romeiros visitam a cidade em sua homenagem. Em 23 de agosto de 1823, o povoado foi elevado à categoria de freguesia, recebendo o nome de “Freguesia do Senhor do Bom Jesus de Matozinhos”. Até 1943, Matozinhos foi administrativamente parte de Sabará, Santa Luzia e Pedro Leopoldo. A inauguração da estação da Estrada de Ferro Central do Brasil, em 1895, impulsionou o progresso local, culminando com a instalação da primeira fábrica de tecidos de lã de Minas Gerais, em 1908, na localidade de Periperi. Em 1º de janeiro de 1944, tornou-se um município independente, e em junho de 1955, foi elevada à sede de comarca.

## Geografia
Matozinhos está situada em um planalto, apresentando um relevo predominantemente montanhoso. O Pico da Roseira é o ponto mais alto, com 1.011 metros de altitude. A região é rica em atrações turísticas, como as formações de rochas calcárias que revelam sua importância arqueológica e espeleológica, destacando-se as grutas “Cerca Grande”, “Poções” e “Ballet”. Na Gruta Ballet, encontra-se o painel de pintura rupestre conhecido como “Ritual de Fecundidade”. A cidade também preserva construções históricas, como a igreja de São José, erguida no século XVIII em estilo colonial, e a Fazenda da Jaguara, um importante centro rural durante o período colonial.
O município é atravessado pela Linha do Centro da antiga Estrada de Ferro Central do Brasil, que o liga a Belo Horizonte e ao Rio de Janeiro desde 1895, quando foi inaugurada na região. Porém atualmente, a ferrovia se encontra destinada ao transporte de cargas, sob concessão da Ferrovia Centro Atlântica.